# Kulhwch
Kulhwch, dans la mythologie celtique galloise est le fils de Kilydd et de Goleuddydd, il est aussi un cousin du roi Arthur. Il est le personnage principal du conte Kulhwch et Olwen.
Parce qu'il avait refusé d'épouser la fille de la seconde épouse de son père, celle-ci profère un maléfice suivant lequel il ne pourra épouser qu’Olwen, la fille du chef des géants Yspaddaden. Or, ce dernier est lui-même victime d’un sortilège qui impose qu’il meure, lors du mariage de sa fille. Kulhwch se rend chez le géant pour lui demander la main de sa fille, mais l’accueil est violent. Il est reçu, avec les gens de sa suite, par des jets de pierres et des lances empoisonnées. Ces trois lances lui sont renvoyées, la première lui blesse le genou, la seconde lui transperce la poitrine et la troisième pénètre l’œil pour ressortir par la nuque. Finalement, il impose à Kulhwch une série d’épreuves extrêmement difficiles à réaliser, au terme desquelles il pourra épouser Olwen. 

## Les épreuves de Kulhwch
Après avoir promis au chef des géants qu’il ne lui fera aucun mal, Kulhwch doit :
- Essarter, labourer, fertiliser, ensemencer un terrain et que le blé puisse être moissonné le lendemain.
- Convaincre Amaethon de venir labourer le terrain, car il est le seul à pouvoir le faire.
- Convaincre Gofannon de venir nettoyer le fer.
- Obtenir d’Gwlwlyd Wineu qu’il lui prête ses deux bœufs pour labourer le sol.
- Faire pousser du lin dans champ stérile pour confectionner le voile du mariage.
- Trouver un miel rare pour faire l’hydromel du repas nuptial.
- Ramener la cuve de Llwyr pour faire l’hydromel.
- Ramener le plat de Gwyddneu Garabhir pour que le monde entier puisse s’y rassasier.
- Ramener la corne Gwlgawt Gododdin pour servir la boisson.
- Demander à Teirtu sa harpe magique, celle qui joue de la musique toute seule.
- Attraper les oiseaux de Rhiannon.
- Aller chercher le chaudron de Diwrnach l’Irlandais, pour cuire les aliments du repas de noce.
- Arracher la défense du sanglier[1] Yskithrwynn vivant, pour qu’Yspaddaden puisse se raser la barbe ; la défense doit être gardée par Caw de Prydein qui, en principe, ne quitte jamais son royaume.
- Ramener du sang de la sorcière Gorwen pour assouplir les poils de la barbe ; le sang doit être impérativement conservé dans des bols magiques, appartenant à Gwiddolwyn Gorwen.
- Ramener les bols de Rhinnon, qui conservent le lait frais.
- Ramener les ciseaux et le peigne qui se trouvent entre les oreilles du sanglier Twrch Trwyth, pour coiffer les cheveux d’Yspaddaden. Pour chasser ce sanglier fantastique, il faut le chien Drudwyn, la laisse de Cors, le collier de Canhastyr, la chaîne de Kilydd Canhastyr. Le chien ne peut être mené que par Mabon, dont on ne sait jamais où il se trouve.
- Réunir d’éminents chasseurs dont le roi Arthur.

## Sources
- Les Quatre Branches du Mabinogi, conte Kulhwch et Olwen, traduit, présenté et annoté par Pierre-Yves Lambert, Gallimard, coll. « L’aube des peuples », Paris, 1993,  (ISBN 2-07-073201-0).

## Note
1. ↑  Le sanglier, dans la mythologie celtique, est l’animal emblématique de la classe sacerdotale (druide, bardes et vates), l’ours représente la souveraineté.